# Muntanyesa negra
La muntanyesa negra o erèbia negra (Erebia lefebvrei) és una espècie de lepidòpter papilionoïdeu de la família dels nimfàlids (Nymphalidae) present als Països Catalans.

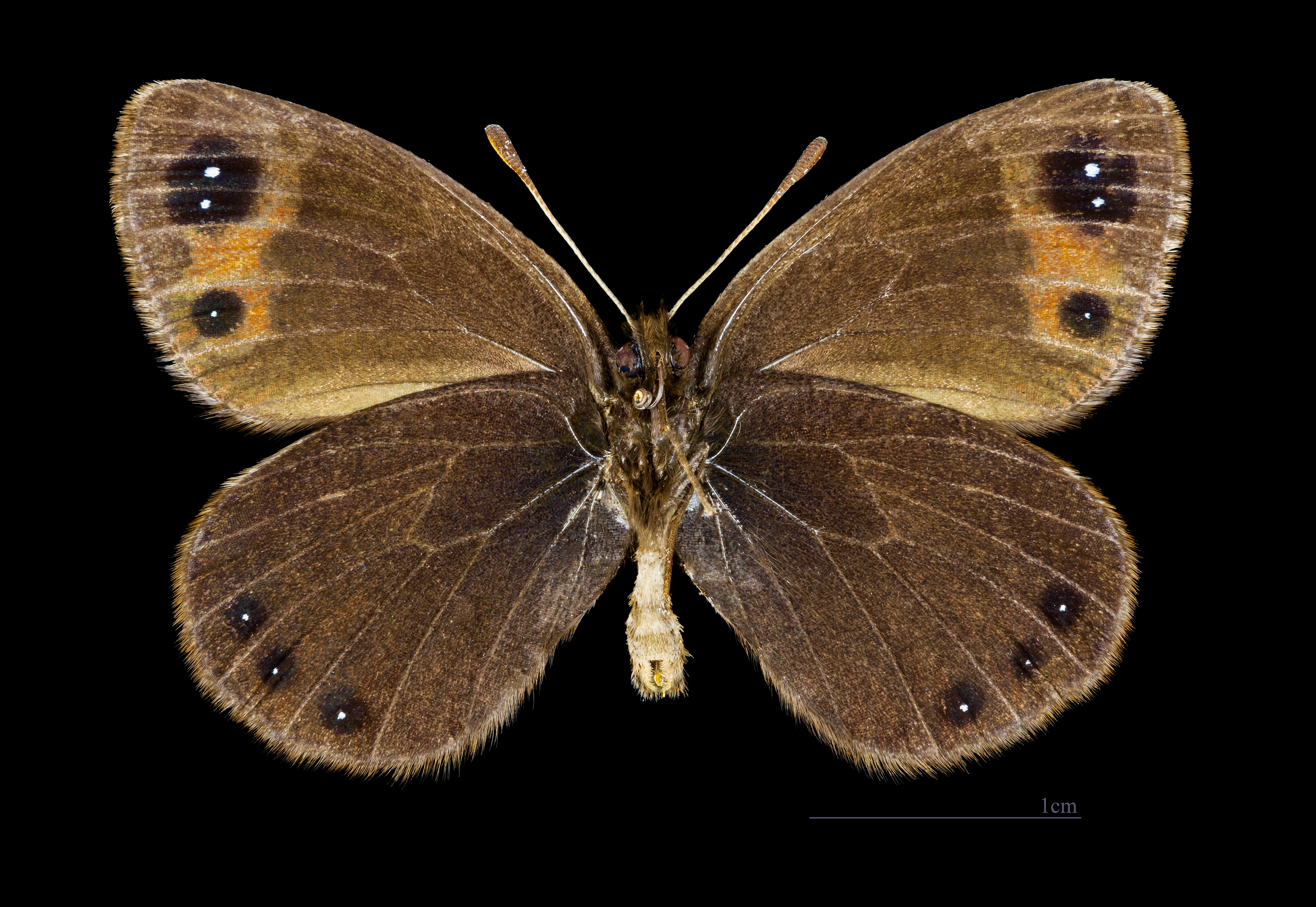
Erebia lefebvrei
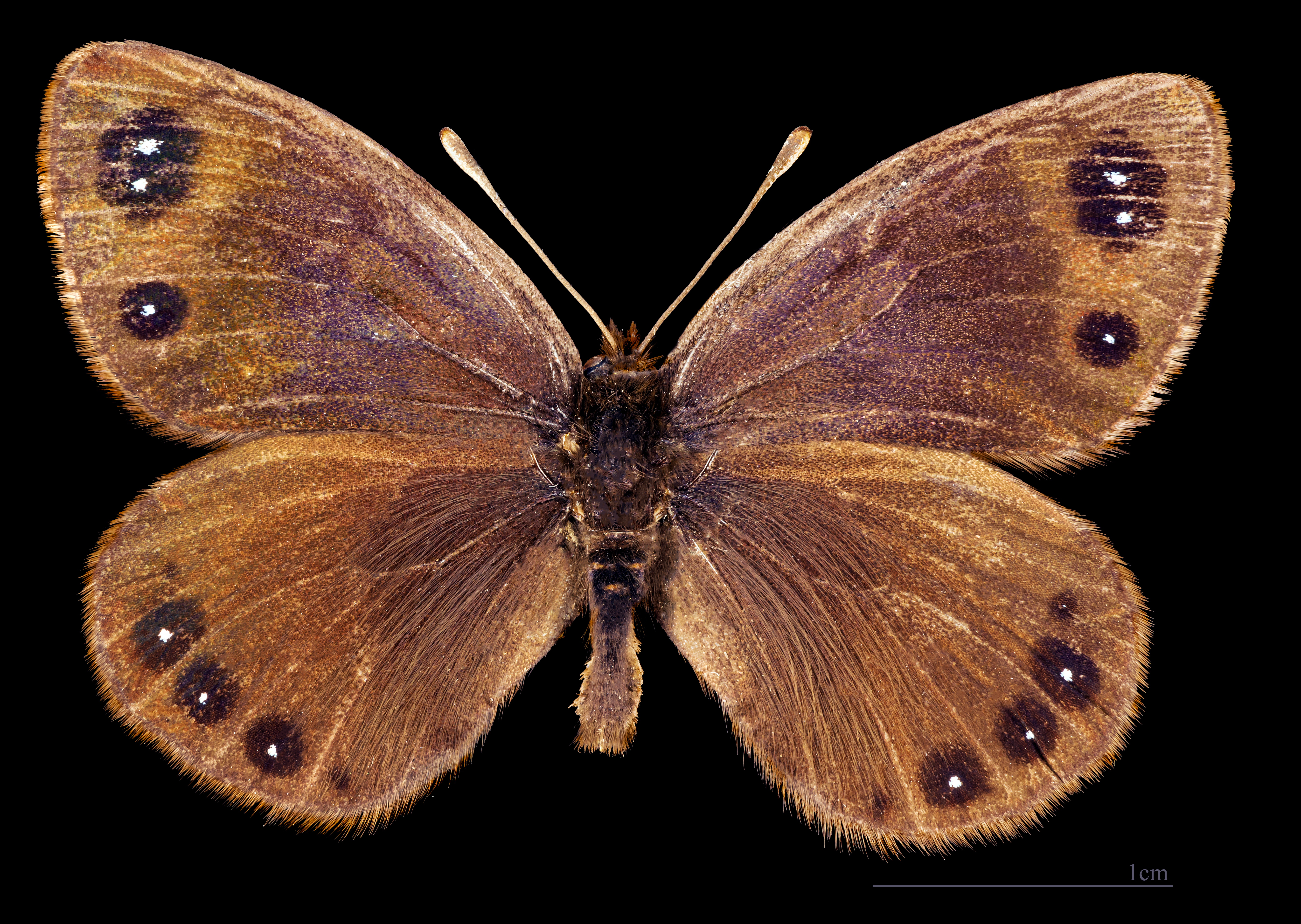
Erebia lefebvrei △

## Distribució
Habita diferents zones de la Serralada Cantàbrica i Pirineus. A Espanya es troba a Picos de Europa, Serra de la Demanda, port de Benasque, Puigmal i Pic de Finestrelles; a França viu des dels Pirineus atlàntics fins als monts Carlit i Canigó. Entre 1.700 i 2.700 metres d'altitud.

## Hàbitat
Tarteres calcàries, molt inclinades vorejats per àrees herboses; anàlogament, també altres zones rocoses. L'eruga s'alimenta probablement de gramínies del gènere Festuca i/o Poa.

## Període de vol i hibernació
Una generació a l'any, entre finals de juny i finals d'agost, segons l'altitud i la localitat. Hiberna com a eruga durant dos anys.

## Comportament
Vola a prop de les roques i sovint s'hi atura a reposar. Pon els ous individualment.